# Mormonia mildredae
Mormonia mildredae là một loài bướm đêm trong họ Noctuidae.